# Männer-Wasserballnationalmannschaft der Vereinigten Staaten

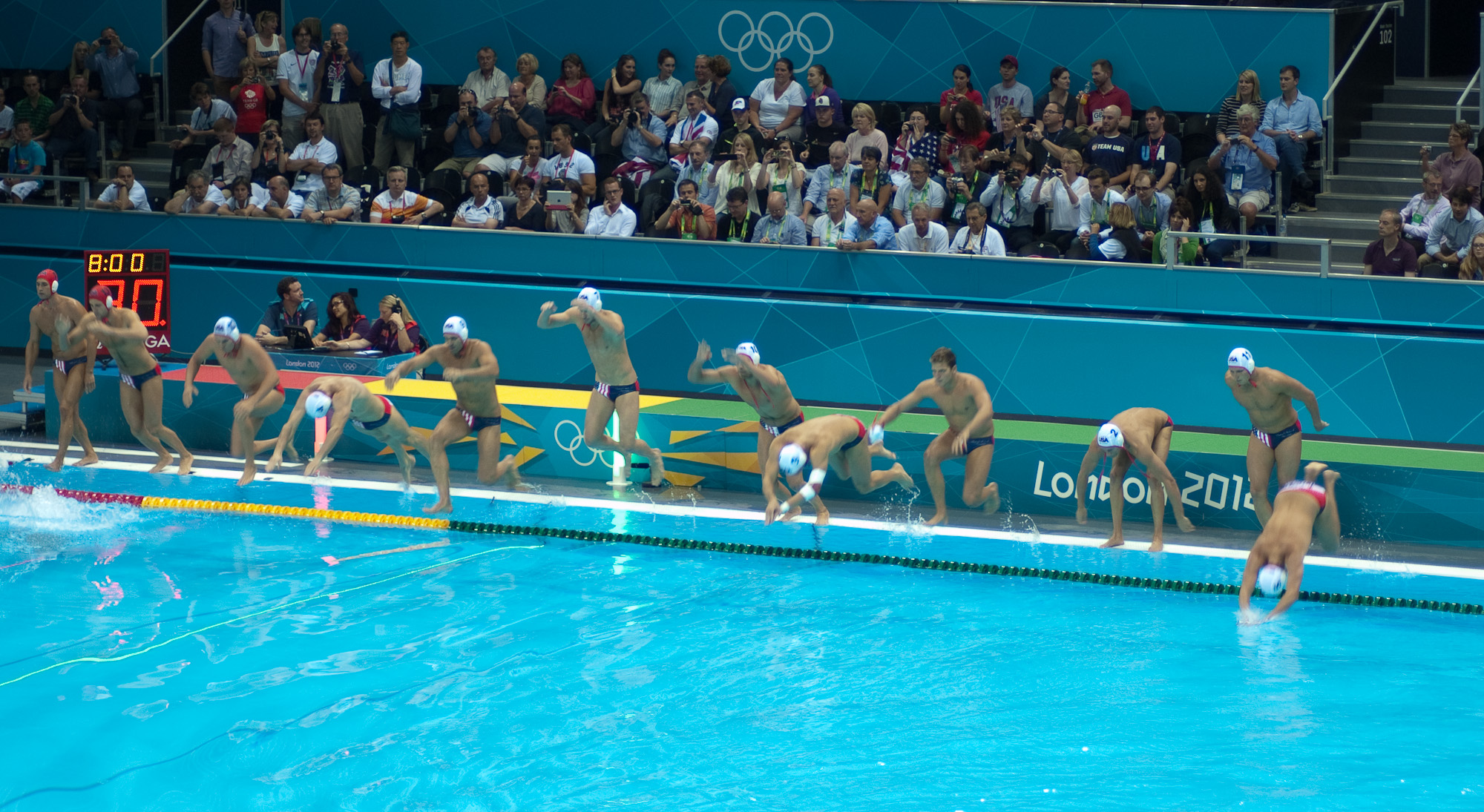
Die Nationalmannschaft bei den Olympischen Spielen 2012

Die Männer-Wasserballnationalmannschaft der Vereinigten Staaten ist die Nationalmannschaft der Männer aus den Vereinigten Staaten in der Sportart Wasserball (englisch: Water Polo). Sie vertritt die Vereinigten Staaten bei internationalen Wettbewerben wie Olympischen Spielen, Weltmeisterschaften oder Panamerikanischen Spielen. Die organisatorische Verantwortung liegt beim Verband USA Water Polo.

## Geschichte
Bei den Olympischen Spielen 1904 fand zwar ein Wasserballturnier statt. An diesem Turnier nahmen aber drei Vereinsmannschaften (New York A.C., Chicago A.C. und Missouri A.C.) aus den Vereinigten Staaten teil, keine Nationalmannschaft. Bei Olympischen Spielen gewann die Nationalmannschaft drei Silber- und vier Bronzemedaillen, sie ist die einzige nichteuropäische Mannschaft, die bisher olympische Medaillen bei den Männern gewann. Bei Weltmeisterschaften erreichte das US-Team dreimal den vierten Platz. Bei den Panamerikanischen Spielen ist die Mannschaft aus den Vereinigten Staaten die dominante Mannschaft mit dreizehn Gold- und vier Silbermedaillen. Die Bronzemedaille bei der ersten Austragung 1951 ist die bis 2023 schlechteste Platzierung der Mannschaft.

## Erfolge

### Olympische Spiele
Die Nationalmannschaft der Vereinigten Staaten trat bei 22 von 28 olympischen Wasserballturnieren an:
- 1920: 4. Platz
- 1924: Bronzemedaille
- 1928: 7. Platz
- 1932: Bronzemedaille
- 1936: 9. Platz
- 1948: 11. Platz
- 1952: 4. Platz
- 1956: 5. Platz
- 1960: 7. Platz
- 1964: 9. Platz
- 1968: 5. Platz
- 1972: Bronzemedaille
- 1976: nicht qualifiziert
- 1980: nicht teilgenommen
- 1984: Silbermedaille
- 1988: Silbermedaille
- 1992: 4. Platz
- 1996: 7. Platz
- 2000: 6. Platz
- 2004: 7. Platz
- 2008: Silbermedaille
- 2012: 8. Platz
- 2016: 10. Platz
- 2020: 6. Platz
- 2024: Bronzemedaille

### Weltmeisterschaften
Die Nationalmannschaft der Vereinigten Staaten konnte sich für die Teilnahme an allen Wasserballweltmeisterschaften qualifizieren:
- 1973: 5. Platz
- 1975: 8. Platz
- 1978: 5. Platz
- 1982: 6. Platz
- 1986: 4. Platz
- 1991: 4. Platz
- 1994: 6. Platz
- 1998: 7. Platz
- 2001: 7. Platz
- 2003: 6. Platz
- 2005: 11. Platz
- 2007: 9. Platz
- 2009: 4. Platz
- 2011: 6. Platz
- 2013: 9. Platz
- 2015: 7. Platz
- 2017: 13. Platz
- 2019: 9. Platz
- 2022: 6. Platz
- 2023: 7. Platz
- 2024: 9. Platz
- 2025: 8. Platz

### Panamerikanische Spiele
- 1951: Bronzemedaille[4]
- 1955: Silbermedaille
- 1959: Goldmedaille
- 1963: Silbermedaille
- 1967: Goldmedaille
- 1971: Goldmedaille
- 1975: Silbermedaille
- 1979: Goldmedaille
- 1983: Goldmedaille
- 1987: Goldmedaille
- 1991: Silbermedaille
- 1995: Goldmedaille
- 1999: Goldmedaille
- 2003: Goldmedaille
- 2007: Goldmedaille
- 2011: Goldmedaille
- 2015: Goldmedaille
- 2019: Goldmedaille
- 2023: Goldmedaille

## ISHOF
Bislang wurden folgende Wasserballnationalspieler aus den Vereinigten Staaten in die International Swimming Hall of Fame (ISHOF) aufgenommen:
- James Gaughran (* 1932), Aufnahme als Trainer der Stanford University 2015
- Harry Hebner (1891–1968), Aufnahme als Schwimmer 1968
- Michael McDermott (1893–1970), Aufnahme als Schwimmer 1969
- Perry McGillivray (1893–1944), Aufnahme als Schwimmer 1981
- Wallace O’Connor (1903–1950), Aufnahme als Schwimmer und Wasserballspieler 1966
- Terry Schroeder (* 1958), Aufnahme 2002
- Tim Shaw (* 1957), Aufnahme als Schwimmer und Wasserballspieler 1989
- Clyde Swendsen (1895–1979), Aufnahme als Wasserspringer, Wasserballspieler und Trainer 1991
- Herb Vollmer (1895–1961), Aufnahme 1990
- Johnny Weissmüller (1904–1984), Aufnahme als Schwimmer 1965
- Craig Wilson (* 1957), Aufnahme 2005

Als Trainer wurde aufgenommen:
- Monte Nitzkowski (1929–2016), Aufnahme 1991, Nationaltrainer 1972 bis 1984